# Juan Pedro Cotillo Fernández
Juan Pedro Cotillo Fernández OMI (* 1. Mai 1914 in Siero de la Reina; † 24. Juli 1936 in Pozuelo, Madrid) war ein spanischer Oblate der Makellosen Jungfrau Maria.
Als Theologiestudent lebte er im Studienhaus der Oblaten in Pozuelo. Am 22. Juli 1936 wurde er im Zuge des Spanischen Bürgerkriegs zusammen mit seinen Mitbrüdern im eigenen Kloster gefangen genommen und am 24. Juli 1936 zusammen mit sechs weiteren Oblaten hingerichtet.
Die Seligsprechung der 22 spanischen Märtyrer der Oblaten, darunter auch Juan Pedro Cotillo Fernández, erfolgte am 17. Dezember 2011 in der Kathedrale von Madrid.